# Xenormicola prouti
Xenormicola prouti är en fjärilsart som beskrevs av Erich Martin Hering 1928. Xenormicola prouti ingår i släktet Xenormicola och familjen tandspinnare. Inga underarter finns listade i Catalogue of Life.